# Mansur Yavaş

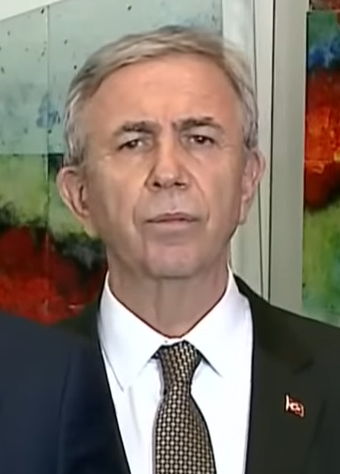
Mansur Yavaş, 2019

Mansur Yavaş (* 23. Mai 1955 in Beypazarı, Provinz Ankara) ist ein türkischer Rechtsanwalt, Militärstaatsanwalt und Politiker (CHP). Er ist seit dem 8. April 2019 Oberbürgermeister der türkischen Hauptstadt Ankara. Er war zuvor unter anderem Bürgermeister des Ankaraner Stadtteils Beypazarı.

## Ausbildung
Nachdem Mansur Yavaş seine Grundschul-, Mittelschul- und Gymnasialbildung in Beypazarı absolvierte, studierte er Jura an der Universität Istanbul.
Im Jahre 1983 graduierte er an dieser Fakultät, leistete danach seinen Militärdienst als Militärstaatsanwalt ab und arbeitete 13 Jahre als freiberuflicher Anwalt in Beypazarı. Er war von 1989 bis 1994 Mitglied des Stadtrates und 1994 Oberbürgermeisterkandidat.

## Politische Karriere
Bei den Kommunalwahlen 1999 wurde Yavaş am 18. April mit 51 % Wähleranteil und 8500 Stimmen als Nachfolger von İbrahim Demir zum Bürgermeister von Beypazarı gewählt. Wegen seiner Renovierungsarbeiten an den historischen Villen und seinen Bemühungen, das Andenken an die über 1000 Jahre alte Geschichte von Beypazarı zu schützen, wurde er 2001 zum besten Kommunalpolitiker des Landes (2001 Yılının En İyi Yerel Yöneticisi) auserkoren. Er wurde von der Gesellschaft für die türkische Sprache wegen seiner Verteidigung der türkischen Sprache mit dem Ehrenpreis der Gesellschaft und wegen seiner Tätigkeit als Umweltaktivist mit dem Umweltpreis (Çevre Ödülü) ausgezeichnet. Am 24. September 2004 wurde er von der TÜSİAV zum „Bürgermeister des Jahres“ gewählt.
Bei den Kommunalwahlen am 18. April 2004 wurde Mansur Yavaş mit 55 % Wähleranteil und 11.000 Stimmen erneut zum Bürgermeister gewählt. Zu den Kommunalwahlen am 29. März 2009 trat er als Oberbürgermeisterkandidat der rechtsextremen Partei der Nationalistischen Bewegung (MHP) für die Großstadt Ankara an. Er wurde mit 27 % Stimmanteil Dritter hinter Melih Gökçek von der Partei für Gerechtigkeit und Entwicklung (AKP) und Murat Karayalçın von der Republikanischen Volkspartei (CHP). Mansur Yavaş kritisierte danach, dass die MHP ihn ausgegrenzt habe. Am 21. Dezember 2013 nahm das Zentraldirektorium der CHP seinen Mitgliedsantrag an und er wechselte somit die Partei und kandidierte daraufhin als CHP-Oberbürgermeisterkandidat für ganz Ankara bei den Kommunalwahlen 2014, wo er dem damaligen Amtsträger Melih Gökçek um einen Prozentpunkt unterlag. Yavaş unterstellte der staatlichen Nachrichtenagentur Anadolu Ajansı und dem Hohen Wahlausschuss absichtliche Desinformation sowie Manipulation der Wahlergebnisse, was jedoch zurückgewiesen wurde.
2019 trat Yavaş erneut für die CHP an und gewann mit knapp 51 Prozent der Stimmen. Somit wurde er der erste CHP-Bürgermeister Ankaras seit 25 Jahren. Aufgrund seiner Beliebtheit wurde er als einer der möglichen Kandidaten für die Präsidentschaftswahl 2023 gehandelt. Im Falle eines Wahlsieges von Kemal Kılıçdaroğlu wäre er als einer der Vizepräsidenten ernannt worden.